# Bukhansan Bogungmun (métro de Séoul)
Bukhansan Bogungmun (en coréen : 북한산보국문) est une station de passage de la ligne Ui LRT du métro de Séoul. Elle est située sous la Bogungmun-ro, au 286-19 Jeongneung-dong, dans l'arrondissement de Seongbuk-gu, à Séoul en Corée du Sud.
Ouverte en 2017, la station est desservie par les rames automatiques qui circulent sur la ligne.

## Situation sur le réseau

Plan du réseau (2023)

Établie en souterrain, Bukhansan Bogungmun est une station de passage de la Ligne Ui LRT du métro de Séoul. Elle est située entre la station Solsaem, en direction de Bukhansan Ui le terminus nord, et la  station Jeongneung en direction de Sinseol-dong le terminus sud,.

## Histoire
La station Bukhansan Bogungmun de la ligne Ui LRT, est mise en service lors de l'ouverture à l'exploitation de la ligne le 2 septembre 2017,.

## Services aux voyageurs

### Accès et accueil
Située sous la Bogungmun-ro, au 286-19 Jeongneung-dong, la station souterraine dispose de trois niveaux en sous-sol et d'escaliers, d'escaliers mécaniques et d'ascenseurs pour les cheminements piétonniers entre les différents niveaux. Deux accès/sorties, numérotés 1 et 2, permettent de rejoindre la salle d'accueil et de contrôle, qui dispose notamment : d'automates pour l'achat de titre de transport, identiques à ceux utilisés sur l'ensemble du métro de Séoul, de tourniquet pour le contrôle et des toilettes.

### Desserte
Bukhansan Bogungmun, est une station de passage qui dispose de deux quais latéraux équipés de portes palières et est desservie par les rames automatiques qui circulent sur la ligne.

Installations
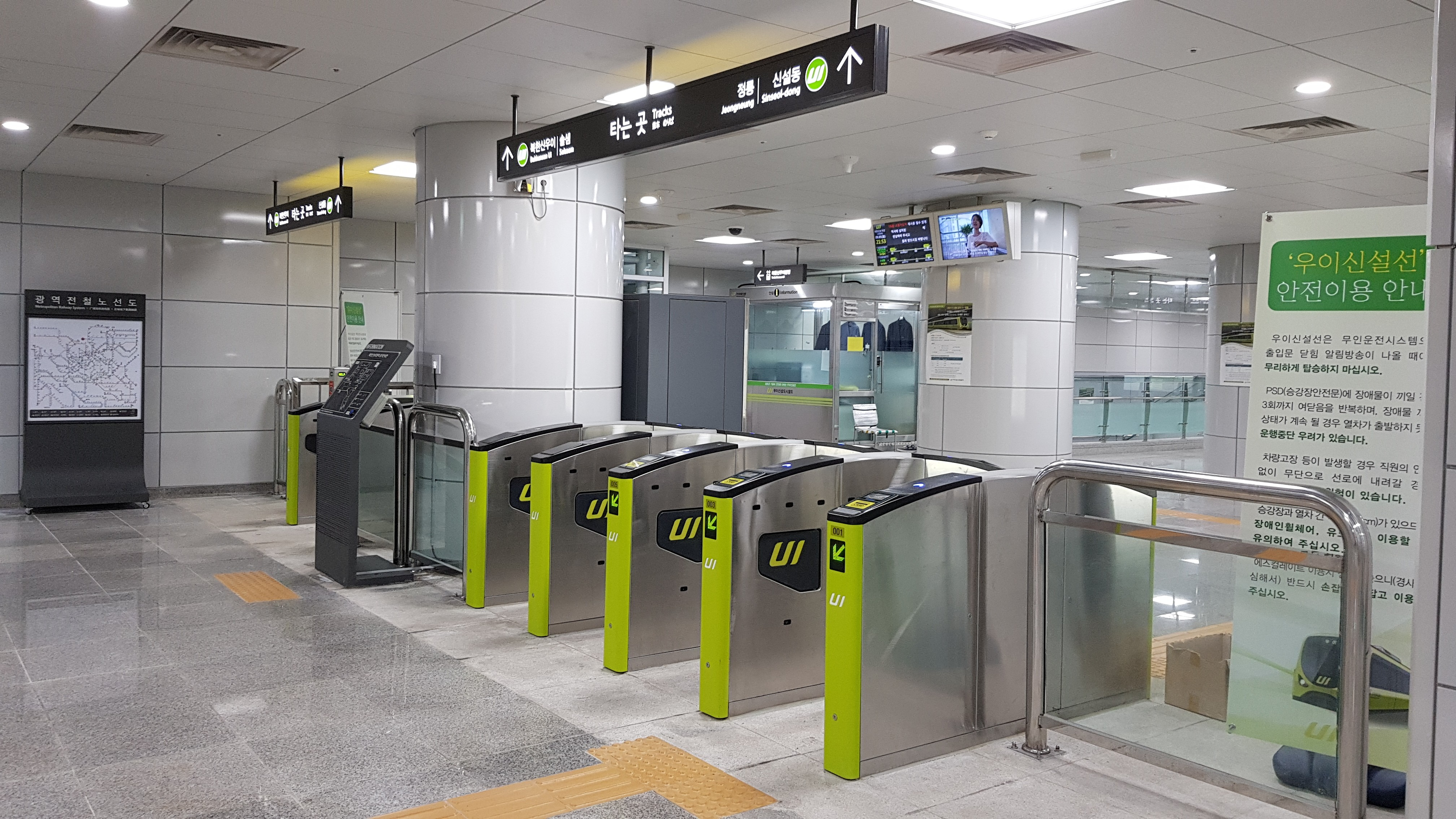
En 2018.
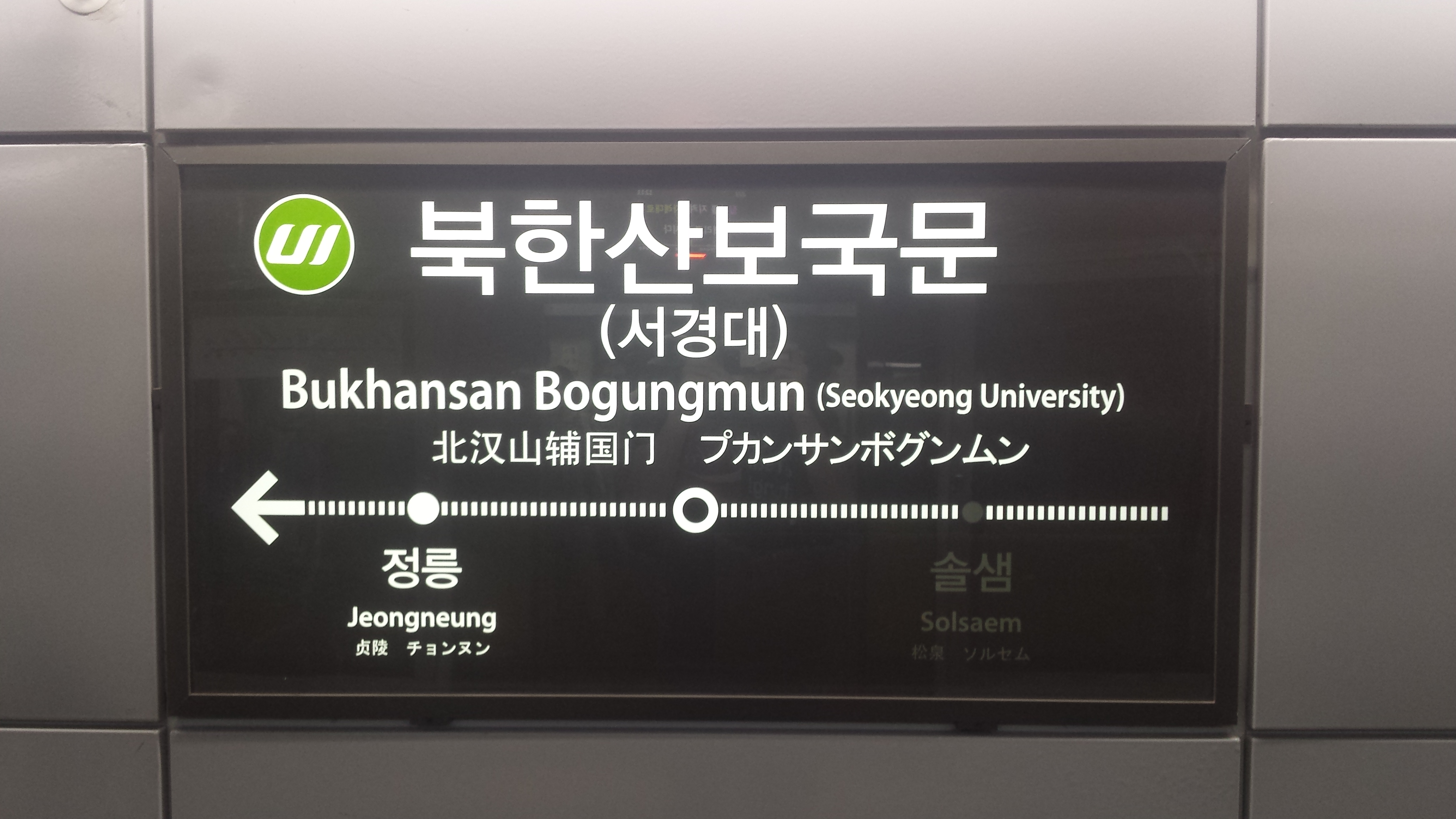
En 2017.
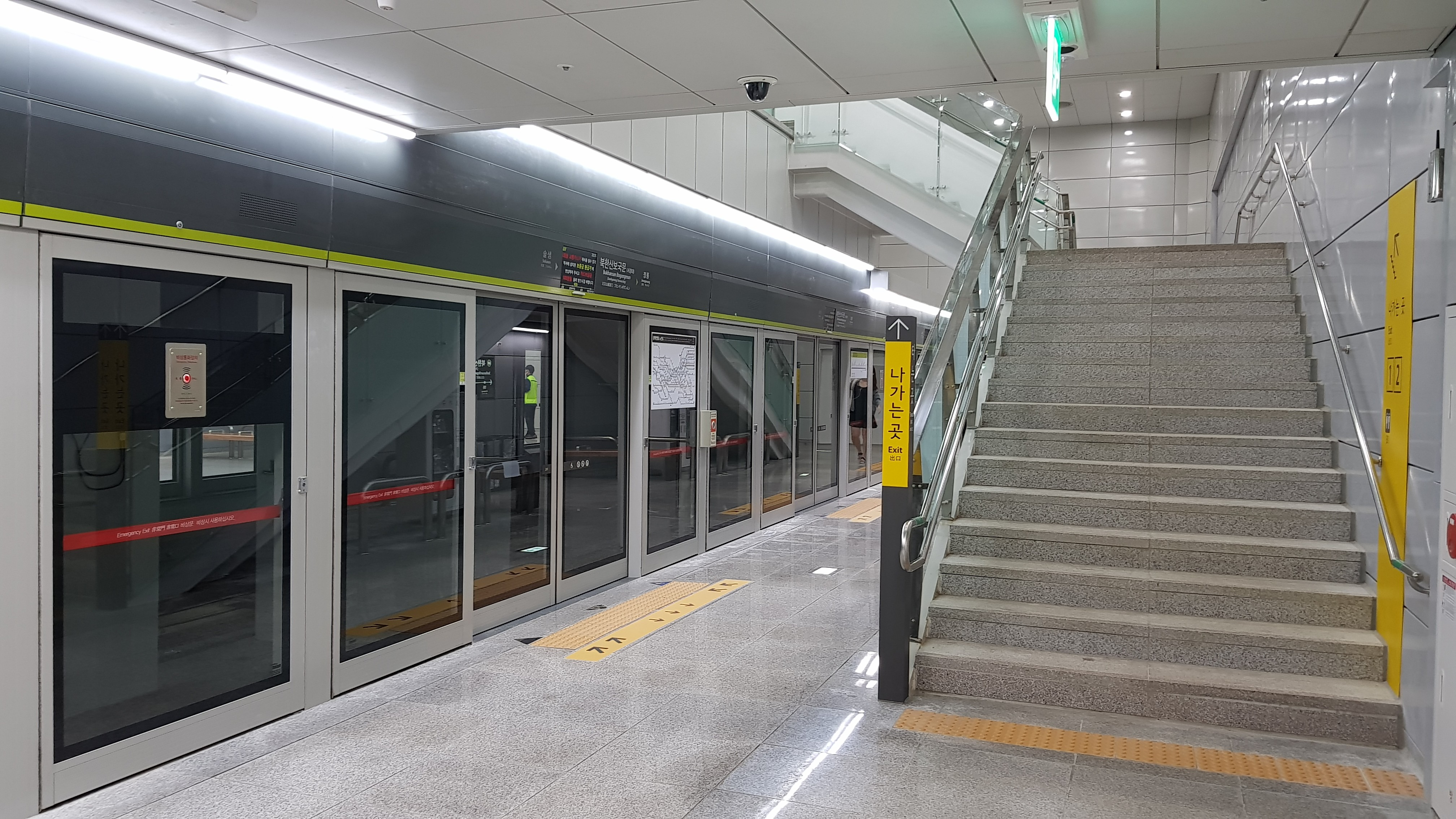
En 2018.

### Intermodalité
Des arrêts de bus sont situés à proximité des accès à la station.

## À proximité
Elle dessert notamment des administrations et des établissements scolaires.